# Victoria Cross (álbum)
JAM Project Symphonic Album Victoria Cross, também conhecido apenas como Victoria Cross, é um álbum ao vivo do JAM Project em conjunto com a orquestra teatral de Tóquio. Foi lançado em 6 de abril de 2011 pela Lantis e possui onze faixas.

## Produção
O álbum é o produto da banda ter resolvido encarar o desafio de tocar com uma orquestra sinfônica em busca de evolução. Foi gravado no Tokyo Metropolitan Theater com uma orquestra conduzida por Takayuki Hattori.

## Recepção
O álbum ficou duas semanas no Oricon Albums Chart, chegando à 38ª posição. Na Billboard Japan, chegou à 34ª.
O site CD Journal disse que o trabalho "vai além da estrutura de uma anison".

## Faixas
Todas as faixas escritas e compostas por Takayuki Hattori (arranjos). 
| N.º            | Título                      | Letras         | Música                  | Original para:                | Duração |  |
| 1.             | "VICTORY"                   | H. Kageyama    | Yohgo Kohno             | Super Robot Wars MX           | 5:48    |  |
| 2.             | "Elements"                  | M. Okui        | H. Kageyama             | Maximizer                     | 4:24    |  |
| 3.             | "Vanguard"                  | H. Kageyama    | H. Kageyama             | Cardfight!! Vanguard          | 3:41    |  |
| 4.             | "Garo ~SAVIOR IN THE DARK~" | H. Kageyama    | H. Kageyama             | Garo                          | 4:54    |  |
| 5.             | "Always be with you"        | H. Kageyama    | H. Kageyama             | Maximizer                     | 4:49    |  |
| 6.             | "TRANSFORMERS EVO."         | H. Kageyama    | H. Kageyama             | Transformers Animated         | 4:37    |  |
| 7.             | "Rescue Fire"               | H. Kageyama    | H. Kageyama             | Tomica Hero Rescue Fire       | 5:02    |  |
| 8.             | "Hagane no Messiah"         | H. Kageyama    | Masashi Chizawa         | Super Robot Wars Alpha Gaiden | 3:51    |  |
| 9.             | "GONG"                      | H. Kageyama    | H. Kageyama e Y. Kohno  | Super Robot Wars Alpha 3      | 5:47    |  |
| 10.            | "SKILL"                     | H. Kageyama    | Y. Kohno e Kenichi Sudo | 2nd Super Robot Wars Alpha    | 6:24    |  |
| 11.            | "HERO"                      | H. Kageyama    | H. Kageyama             | Get over the Border           | 5:12    |  |
| Duração total: | Duração total:              | Duração total: | Duração total:          | Duração total:                | 54:36   |  |

## Integrantes
- Hironobu Kageyama
- Masaaki Endoh
- Hiroshi Kitadani
- Yoshiki Fukuyama
- Masami Okui